# Collezione Serra di Cassano

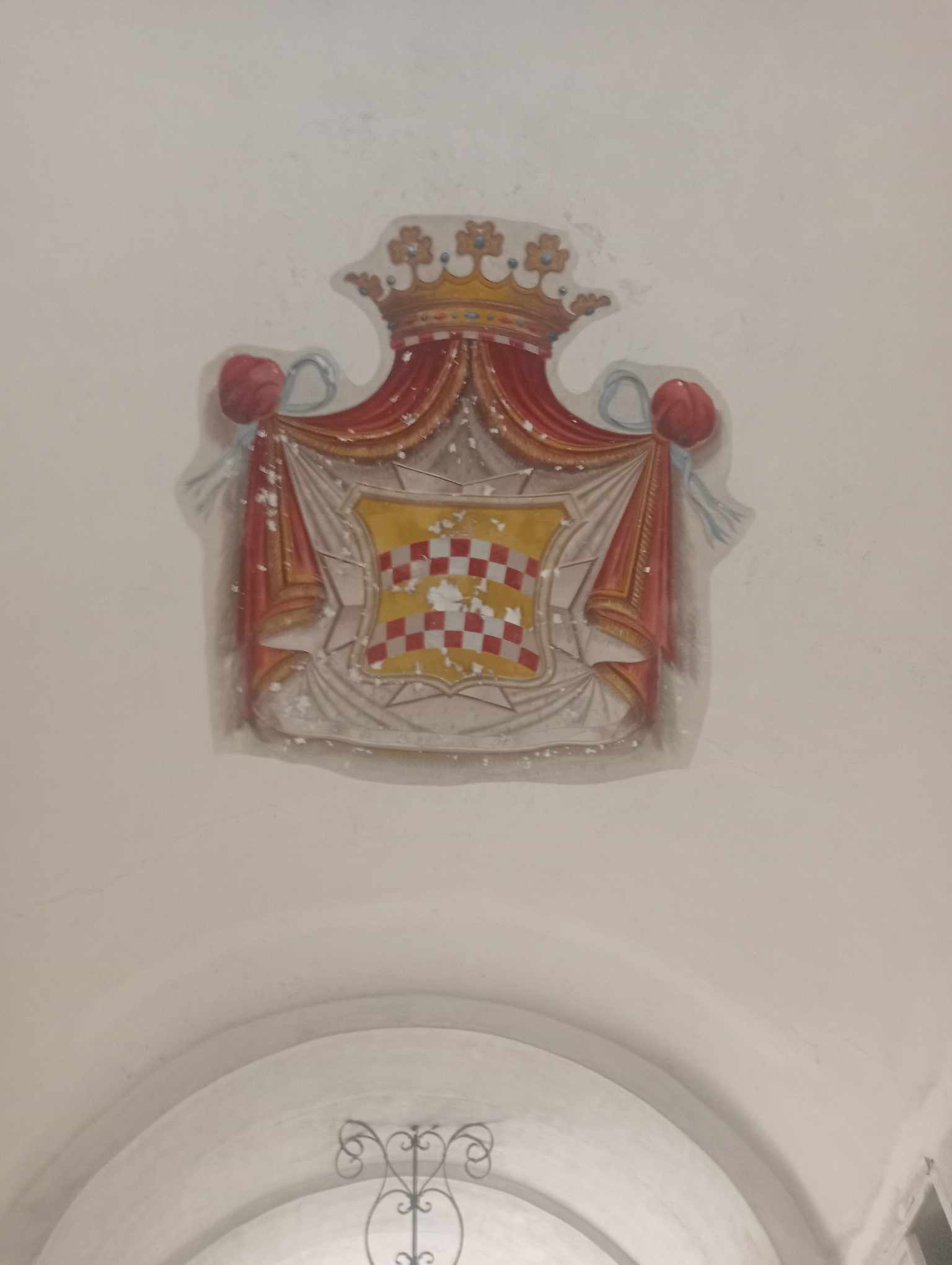
Stemma della famiglia Serra di Cassano sul portico del palazzo familiare di Napoli

La collezione Serra di Cassano è stata una collezione d'arte seicentesca nata a Milano e sviluppatasi successivamente a Napoli, appartenuta alla famiglia nobiliare di origini genovese dei Serra.
La collezione si deve in gran parte a Giovanni Francesco Serra, che avviò la propria raccolta nella propria dimora milanese, mentre alla morte dell'uomo avvenuta nel 1656 questa viene trasferita dagli eredi a Napoli.
Già nel 1664 la raccolta è in parte smembrata con la vendita di quaranta pezzi, di cui un blocco di diciotto tele particolarmente rilevante per qualità (tra cui l'Atalanta e Ippomene di Guido Reni, una Venere e Adone di Tiziano, alcuni ritratti del Parmigianino e altri dipinti del Correggio) fu comperato per le raccolte reali di Filippo IV di Spagna dal viceré Gaspar Bracamonte y Guzmán, III conte di Peñaranda, ed è oggi al Prado di Madrid.
Una buona parte della collezione viene nuovamente smembrata alla metà dell'Ottocento, mentre la restante è stata trasmessa agli eredi della famiglia Serra, frazionata tra i vari rami napoletani-calabresi di Cassano, Gerace e Terranova.

## Storia

### Seicento

#### Il marchese Giovanni Francesco Serra

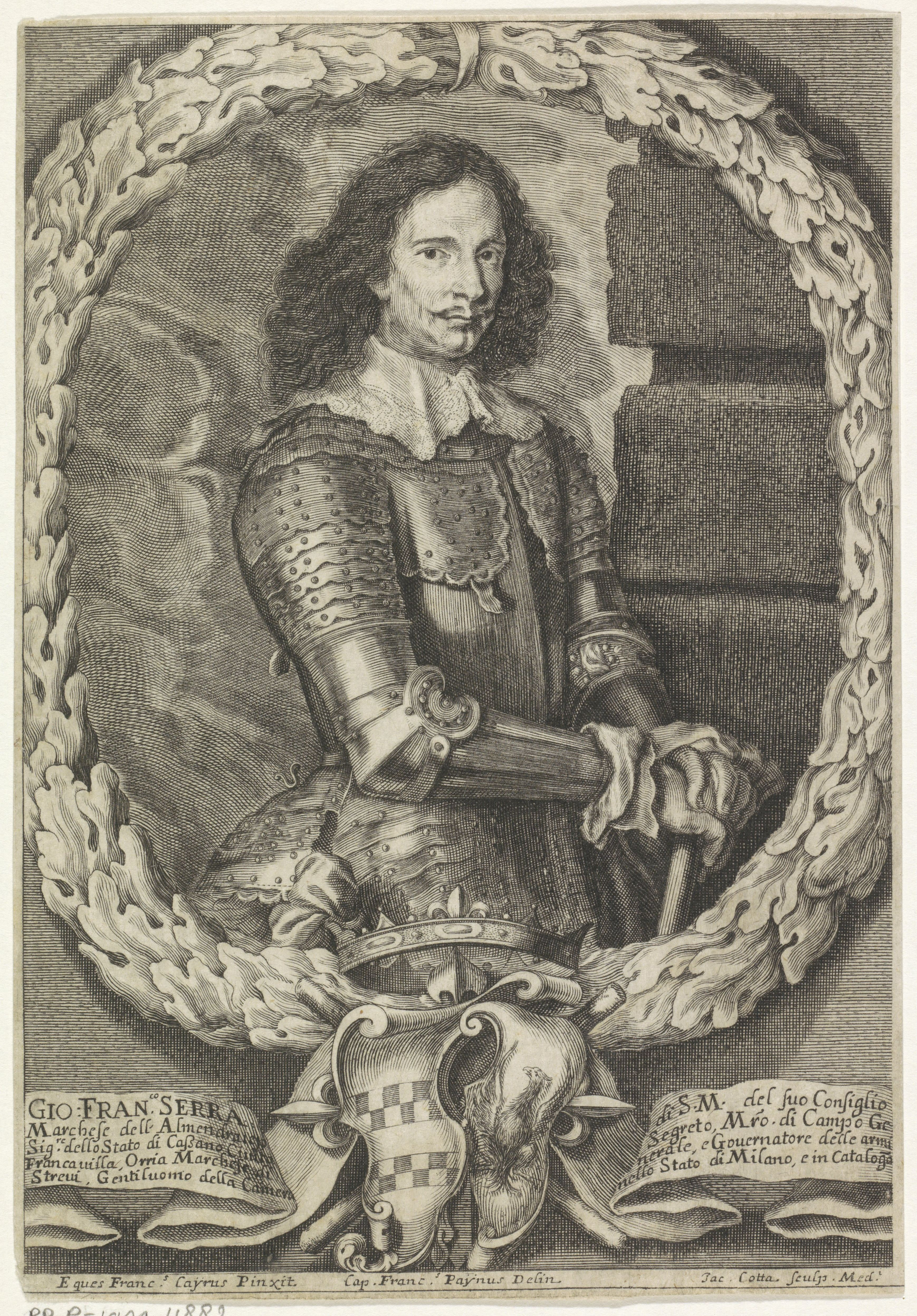
Incisione di Jacopo Coppa del Ritratto di Giovanni Francesco Serra di Francesco Cairo

Giovanni Francesco Serra è un militare e nobile genovese al servizio della corona spagnola. Trasferitosi in terra iberica già adolescente, intraprende la sua carriera politica e militare con particolare successo. Nel 1622 diviene ambasciatore ordinario a Madrid, mentre qualche mese prima il cugino Giovanni Battista (tutore con cui era cresciuto il marchese alla morte del padre nel 1616) acquista dai Sanseverino il feudo di Cassano allo Ionio, in Calabria.

Tra il 1625 e il 1627 il marchese è di nuovo in Italia in azione militare contro le truppe franco piemontesi di Carlo Emanuele di Savoia. Negli anni '30 del secolo è saltuariamente segnalato nei territori del Regno di Napoli, in particolare proprio nel feudo di Cassano, dove si sposerà con Maria Giovannetta Doria, figlia del duca di Tursi.

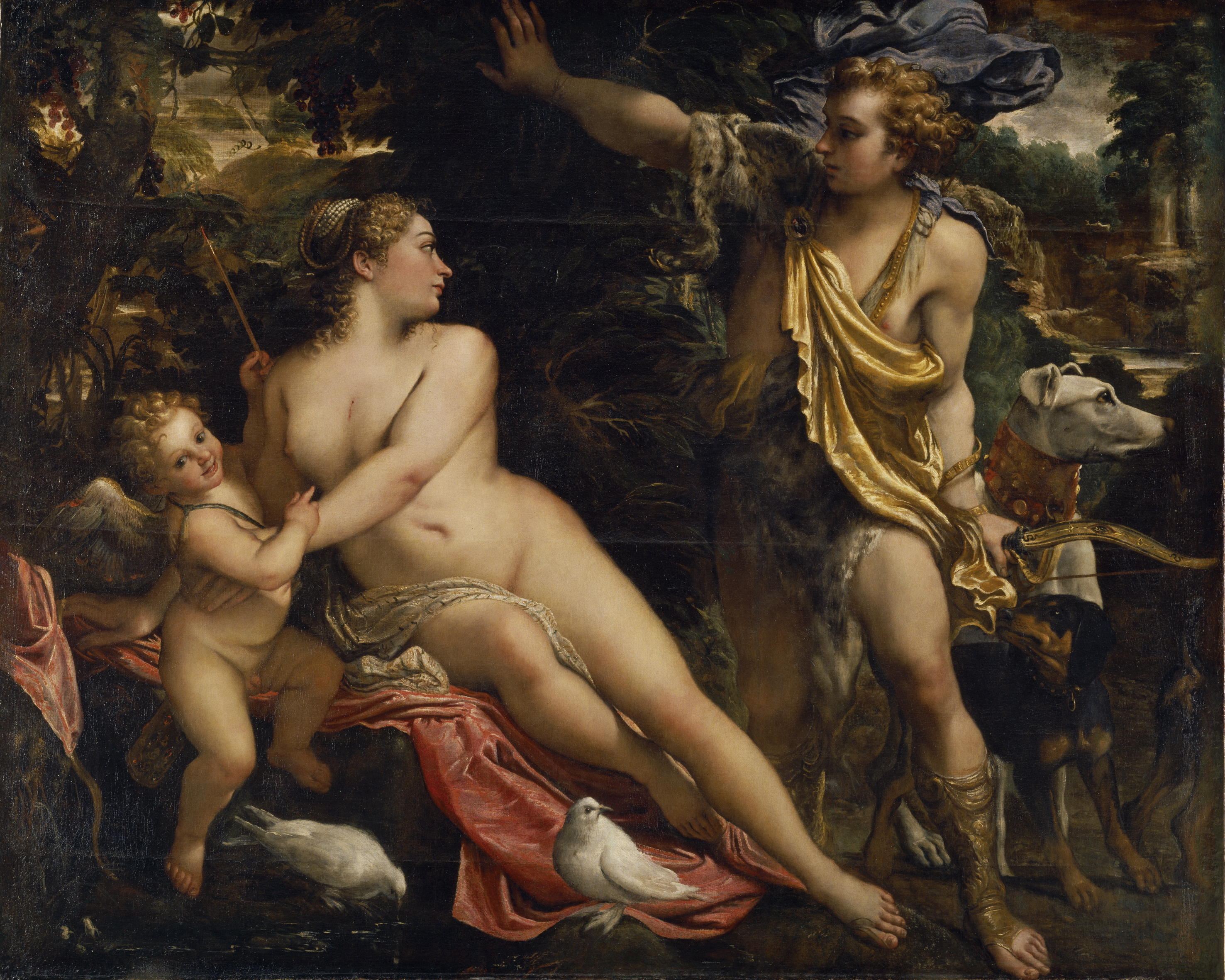
Annibale Carracci, Venere, Adone e Cupido (Museo del Prado, Madrid)

#### La collezione milanese
Dal novembre del 1635 Giovanni Francesco è di nuovo a Milano. Nella città lombarda il nobile dà avvio alla sua raccolta personale, dove, stando alle parole di qualche decennio dopo dell'oratoriano padre Sebastiano Resta e, ancor prima, di Francesco Scannelli, sono registrati i suoi beni. La collezione non appare come un lascito di altri esponenti della famiglia, piuttosto sembra prendere avvio con Giovanni Francesco stesso, che durante i suoi soggiorni a Madrid, Milano e Napoli, dov'è in contatto con illustri collezionisti del tempo (rispettivamente con il conte di Olivares, il marchese di Leganés e il conte di Monterrey), acquisirebbe la passione per l'arte.
La sua raccolta si compone di opere prevalentemente di ritrattistica e a soggetto sacro, stilisticamente di scuola classicista del Cinquecento veneto, ma anche a soggetto mitologico di scuola bolognese, nonché opere del Seicento lombardo. Anche a causa dello stile di vita che conduce il marchese, dedito alle armi e sempre in movimento tra un campo di battaglia e l'altro, si può dedurre che, eccezion fatta per i ritratti, le opere che inizialmente compongono la collezione sono con ogni probabilità comperate sul mercato e non di diretta commissione.

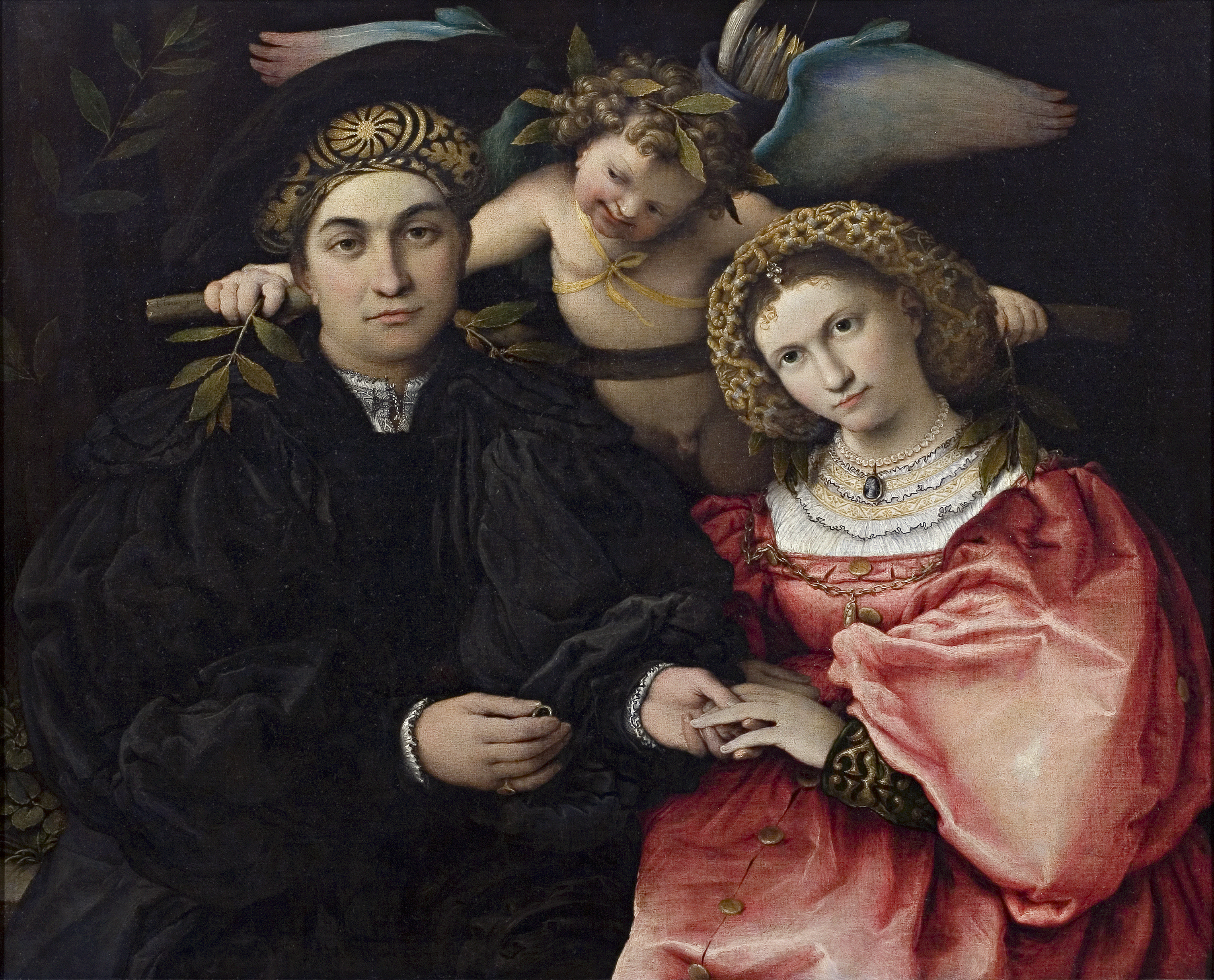
Lorenzo Lotto, Ritratto di Marsilio Cassotti e della sua sposa Faustina (Museo del Prado, Madrid)

A cavallo tra gli anni '30 e '40 il Serra ritorna all'attivo militarmente in Piemonte, dove intraprende diverse azioni militari contro i francesi. Per tutte le imprese compiute in campo di battaglia, Filippo IV lo premia nominandolo Maestro di Campo Generale dell'esercito in Lombardia.
Durante una battaglia a Cremona nel 1648 il marchese viene gravemente ferito a una gamba ed è costretto a ripararsi a Milano, dove passa un periodo di convalescenza; in questo frangente viene ricevuto il pittore Francesco Cairo che lo ritrae in almeno due redazioni certe, entrambe in armatura e con bastone, una per la collezione dello stesso Giovanni Francesco e oggi rimasta agli eredi del X duca di Cassano a Roma, Francesco Serra, nota tramite un'incisione del 1689 di Jacopo Coppa decorata con stemma e un cartiglio recante i titoli e le cariche, l'altra rimasta in mano al pittore e comparsa negli anni Duemila nel mercato d'arte.
Nel 1652 il marchese Serra abbandona Milano per rientrare in Spagna, dove riceve la carica di Governatore delle Armi di Milano. La sua carriera militare continua con svariate azioni in Catalogna, sempre contro i francesi.

#### La morte del marchese e il trasferimento della collezione a Napoli (1656)
Nel 1656, poco prima di rientrare nuovamente a Milano per esercitare il ruolo di Governatore delle Armi cui fu investito anni prima, il marchese viene coinvolto in uno scontro navale con le flotte turche. Giovanni Francesco muore di lì a poco lungo le coste di Maiorca, pertanto la sua collezione (di cui rimane ignota la quantità precisa di pezzi che la componevano in origine) viene ereditata dai tre figli Teresa, Giuseppe e Francesco.
Il re Filippo IV in segno di riconoscenza al valore militare cui ha prestato Giovanni Francesco, nomina il figlio Giuseppe Gentiluomo di Camera, assegna una pensione a Francesco e una dote a Teresa. I tre fratelli trasferiscono, qualche anno dopo la morte del padre, la collezione d'arte a Napoli dove oramai questi vivevano abitualmente.

#### La vendita dei pezzi della collezione al viceré di Napoli conte di Peñaranda (1664)

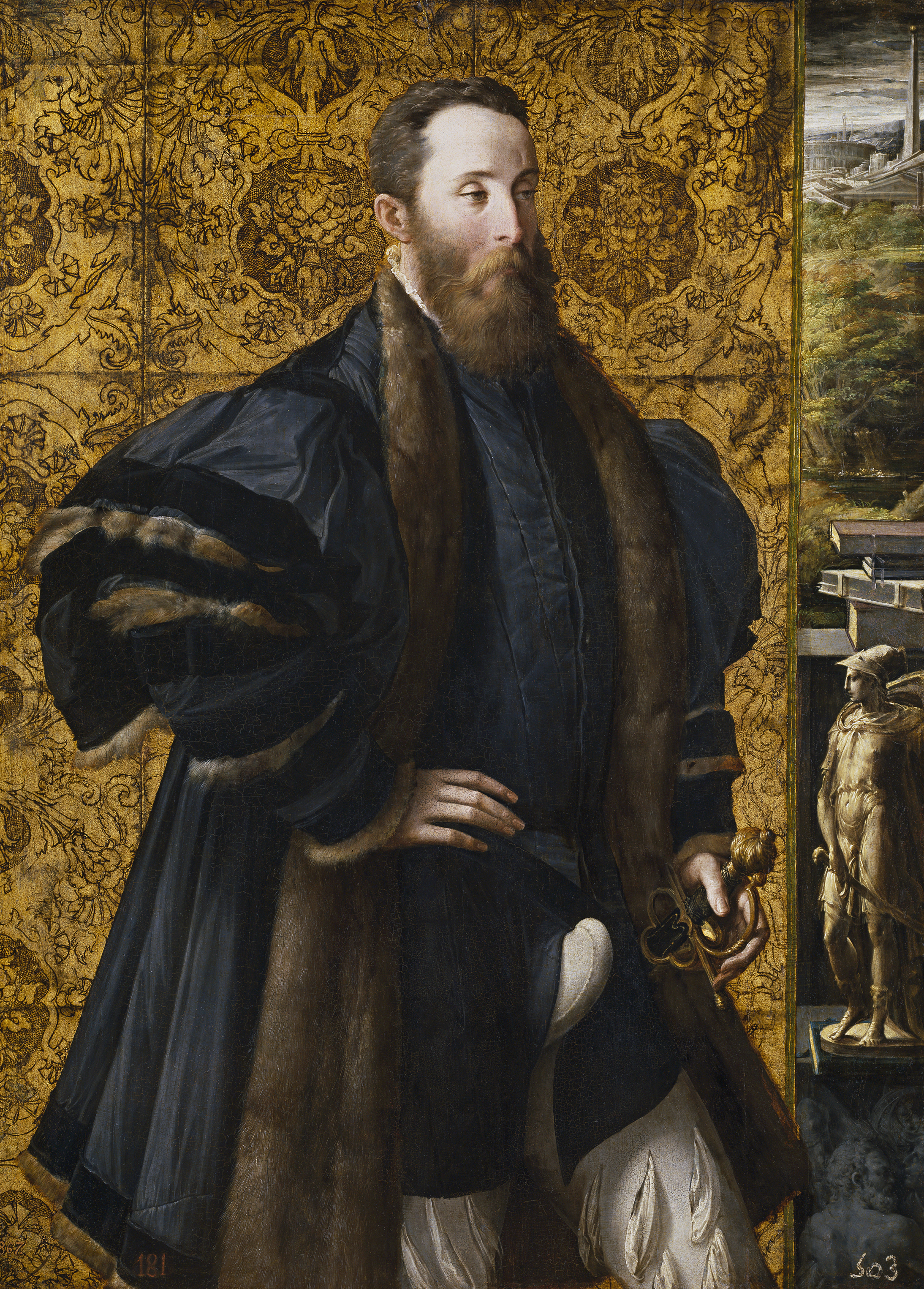
Parmigianino, Ritratto di Pier Maria Rossi di San Secondo (Museo del Prado, Madrid)

Nonostante i titoli e i successi economici, nel 1664 gli eredi, nella figura del primogenito Giuseppe, per fronteggiare le ingenti spese di successione mettono in vendita una parte della collezione di Giovanni Francesco. Quaranta quadri della raccolta sono pertanto messi all'asta ai migliori acquirenti. Un gruppo di diciotto dipinti vengono acquistati in blocco dal viceré di Napoli Gaspar Bracamonte y Guzmán, III conte di Peñaranda, che li volle per il successivo trasferimento nelle raccolte madrilene di re Filippo IV di Spagna.

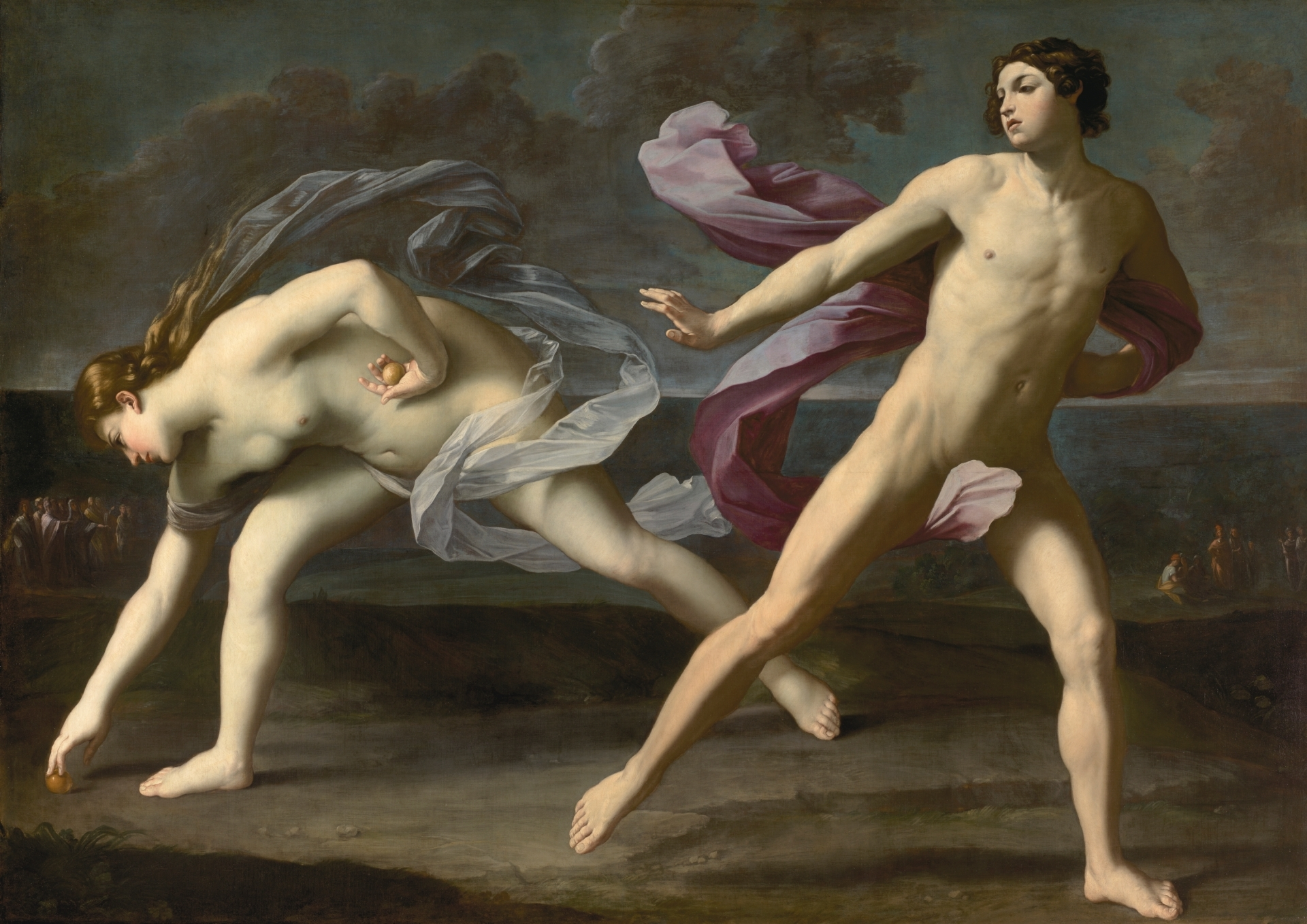
Guido Reni, Atalanta e Ippomene (Museo del Prado, Madrid)

Le opere acquistate per il re spagnolo, che da lì a breve sarebbe morto, si componevano di due tele di Guido Reni, un'Atalanta e Ippomene e un Cristo portacroce (indicato come copia), un Commiato del Battista di Caravaggio, una Venere e Adone di Tiziano, un'altra di Annibale Carracci, un Ritratto del conte di San Secondo Pier Maria III de' Rossi del Parmigianino, un altro della moglie Camilla Gonzaga con i tre figli assegnato in origine al Correggio, ma poi riattribuito ancora al Parmigianino, un San Bartolomeo di Correggio, un Apollo che scortica Marsia di Jusepe de Ribera, una Santa Rosalia di Antoon van Dyck, una Madonna col Bambino copia da Andrea del Sarto, la Consegna delle chiavi a san Pietro di Vincenzo Catena, il San Girolamo di Antonio Campi, la Vergine col Bambino e sant'Anna di Cesare da Sesto, la Flagellazione di Daniele Crespi, il Ritratto di Marsilio Cassotti e della sua sposa Faustina di Lorenzo Lotto, l'Ester e Assuero del Tintoretto e infine l'Erminia fra i pastori di Luigi Scaramuccia (identificabile con l'opera in deposito all'Università di Barcellona).
Solo poche opere sono di scuola meridionale, tra cui due caravaggesche (una di Ribera e un'altra assegnata al Caravaggio) probabilmente reperite durante i soggiorni napoletani del marchese. Risultano invece totalmente assenti quadri di genere e le nature morte mentre i paesaggi sono solo quattro in tutto l'inventario.
Il prezzo sborsato dal Peñaranda per la compera dei quadri è di 14.000 ducati; cifra particolarmente importante che testimonia il successo dei pezzi raccolti dal marchese Serra, anche se molto probabilmente i più importanti erano proprio i quaranta messi all'asta e in particolare, verosimilmente, i diciotto che il viceré riuscì ad accaparrarsi per le collezioni spagnole. Probabilmente anche grazie a questa trattativa, nel 1667 il re Carlo II eleva il titolo familiare a duchi di Serra di Cassano, di cui Giuseppe ne diviene l'iniziatore. 

### Settecento

#### L'inventario dei duchi di Cassano (1740)

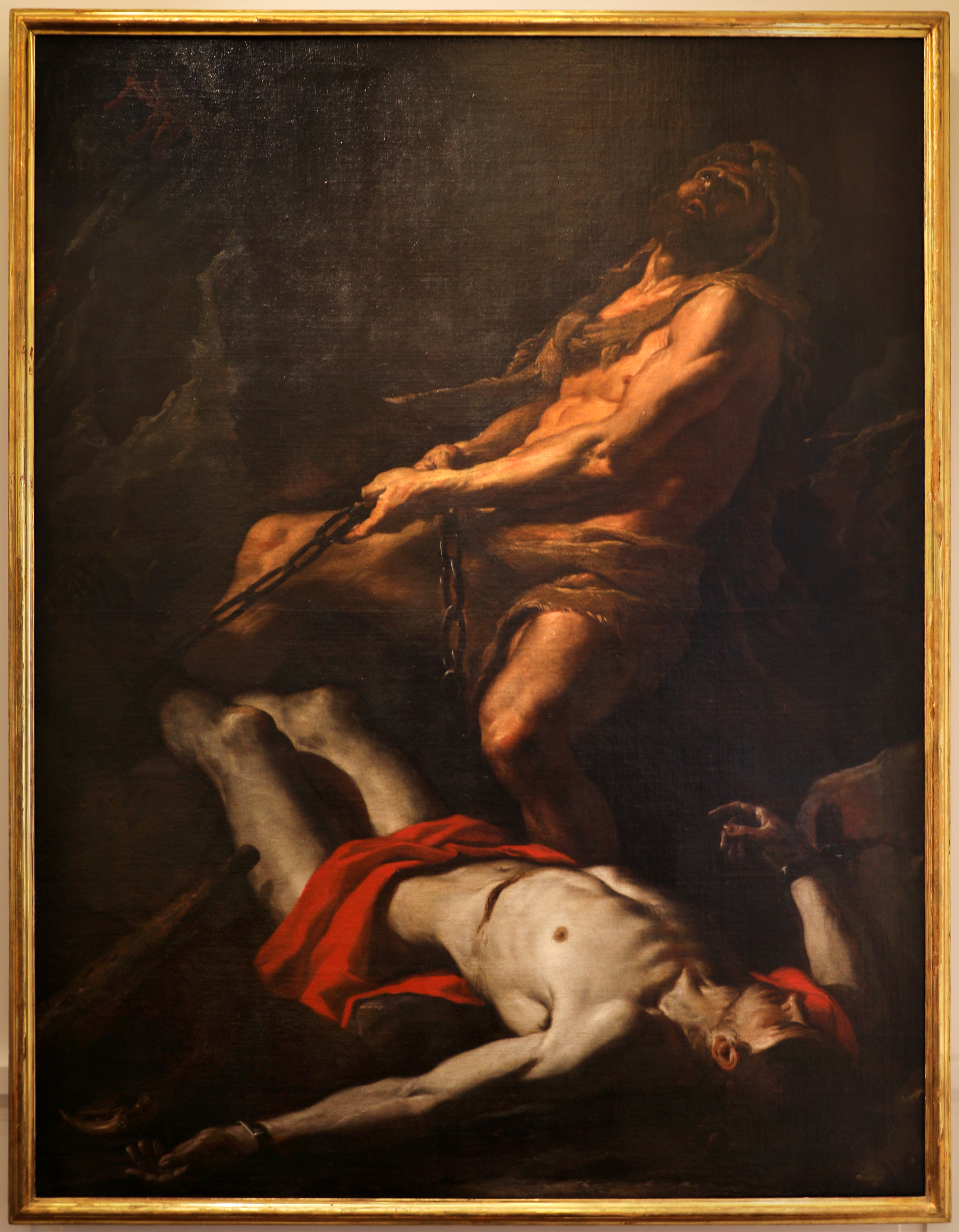
Mattia Preti, Ercole e Prometeo (Galleria nazionale di Cosenza)

Giuseppe Francesco e Teresa erano oramai stabiliti da tempo a Napoli, dando lì seguito alla linea ereditaria dei beni familiari, tant'è che nel 1717 vengono ufficialmente aggregati alla nobiltà locale per volere del re, precisamente ascritti al seggio di Portanuova. 
Giuseppe Serra di Cassano non ebbe prole, pertanto la discendenza familiare fu continuata dal secondogenito, Francesco, da cui ebbe i natali un altro Giuseppe, II duca di Cassano, e da lui Laura, III duchessa, che convoglierà a nozze con un cugino, Giuseppe Maria Serra.

Seppur gravemente deteriorata dalla vendita del 1664, ciò che resta della collezione è documentato da un inventario del 1740, dove si registrano i beni di famiglia nel palazzo di Pizzofalcone, edificato nei primi del Settecento. Si segnalano in loco ancora un cospicuo numero di quadri, alcuni certamente di provenienza della raccolta di Giovanni Francesco, come il suo Ritratto in armatura di Francesco Cairo, altre sicuramente successive, come alcune tele di Mattia Preti (Cristo e la samaritana e il Giudizio di Salomone), il San Pietro penitente di Luca Giordano e un gruppo di sei tele di Carlo Amalfi con ritratti alcuni esponenti familiari, tra cui quelle dei coniugi-cugini Giuseppe e Laura Serra (oggi tutte nel mercato d'antiquario).

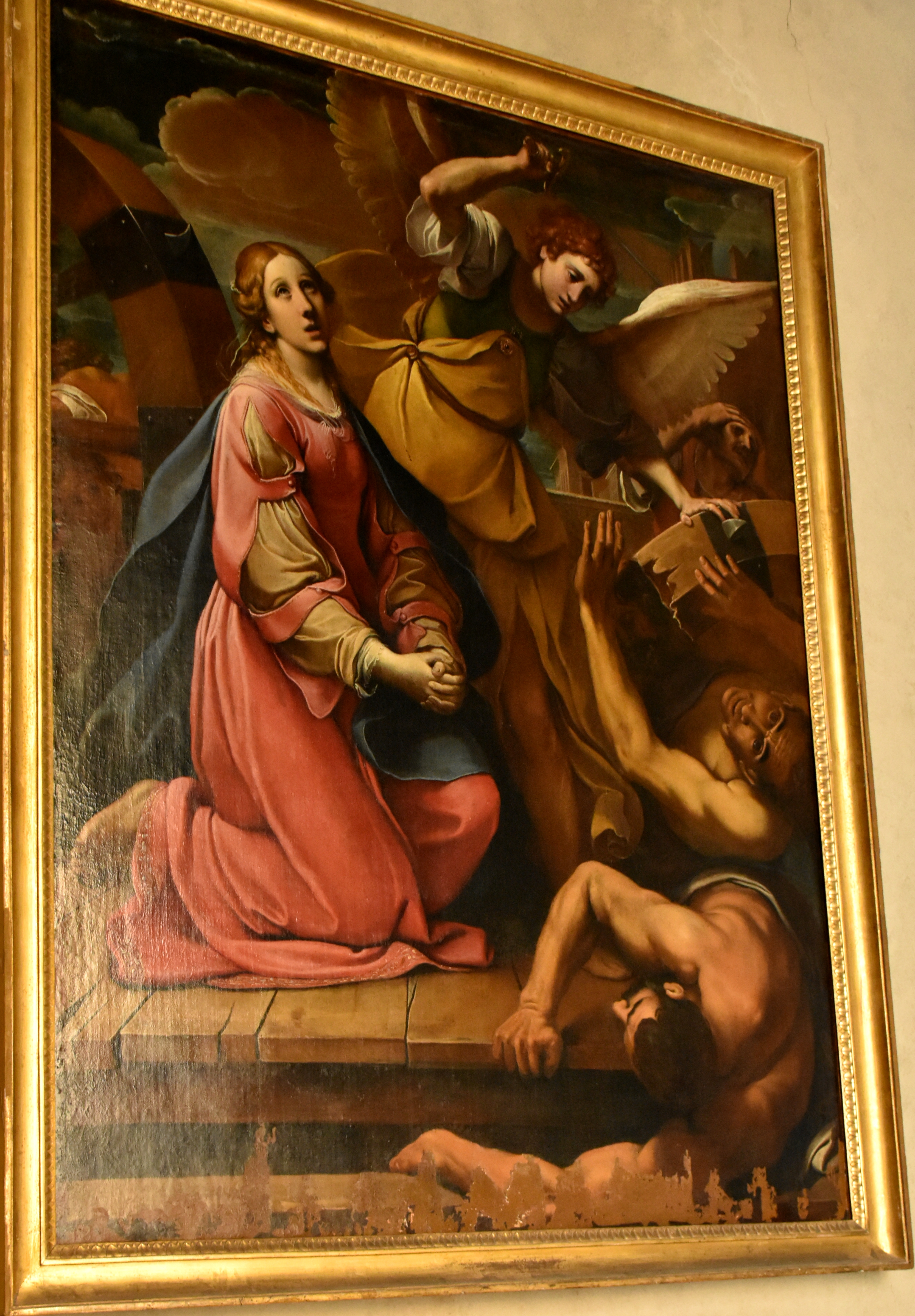
Alessandro Tiarini, Santa Caterina d'Alessandria e il miracolo della ruota (palazzo Serra di Cassano, Napoli)

### Ottocento

#### La crisi finanziaria e il trasferimento in pegno di alcuni pezzi al ramo Gerace (1843)
Nel 1837 un erede della linea diretta, Luigi Serra, VI duca di Cassano, a causa di ingenti criticità finanziare, dà in garanzia tutti i suoi beni immobili ad Agostino Serra, VIII principe di Gerace, appartenente al ramo dei duchi di Terranova, in cambio di un prestito di 35.000 ducati. L’impossibilità di ripagare il finanziamento, tuttavia, costringe il duca di Cassano a chiederne nel 1843 una dilazione di pagamento del debito, concedendo ancora una volta in pegno tutti i quadri, i disegni e le stampe che si trovavano in suo possesso.

#### Lo smembramento definitivo della collezione (1851)
La situazione finanziaria tuttavia non migliora, pertanto la famiglia Serra di Cassano procede nel 1848 ad un'offerta di vendita dei beni mobili al Real Museo Borbonico: questa comprendeva 123 dipinti, 26.384 stampe e 1.268 disegni. La commissione esaminatrice decise di acquistare tutta la collezione di stampe e di disegni, mentre dei quadri furono selezionati solo quattro pezzi (una con due figure del Correggio, un'Adorazione dei pastori e un'altra dei magi di Baldassarre Peruzzi e uno studio di due teste di Rubens). La restante parte dei dipinti fu prelevata quindi dal ramo Gerace, che viveva in un palazzo sito nella medesima via di quello del ramo Cassano.
Causa problemi finanziari che interessarono anche il Real Museo, le collezioni di disegni e di stampe persero la loro integrità venendo frazionate e comperate solo in singoli pezzi dall'istituto napoletano. Nel 1851 il resto della collezione (stampe e disegni) prese dunque la strada verso uno smembramento totale e una vendita delle singole opere a svariati collezionisti europei, italiani e stranieri, soprattutto parigini e russi (medesima sorte toccherà anche ai quadri entrati in possesso dal ramo Gerace).

### Novecento

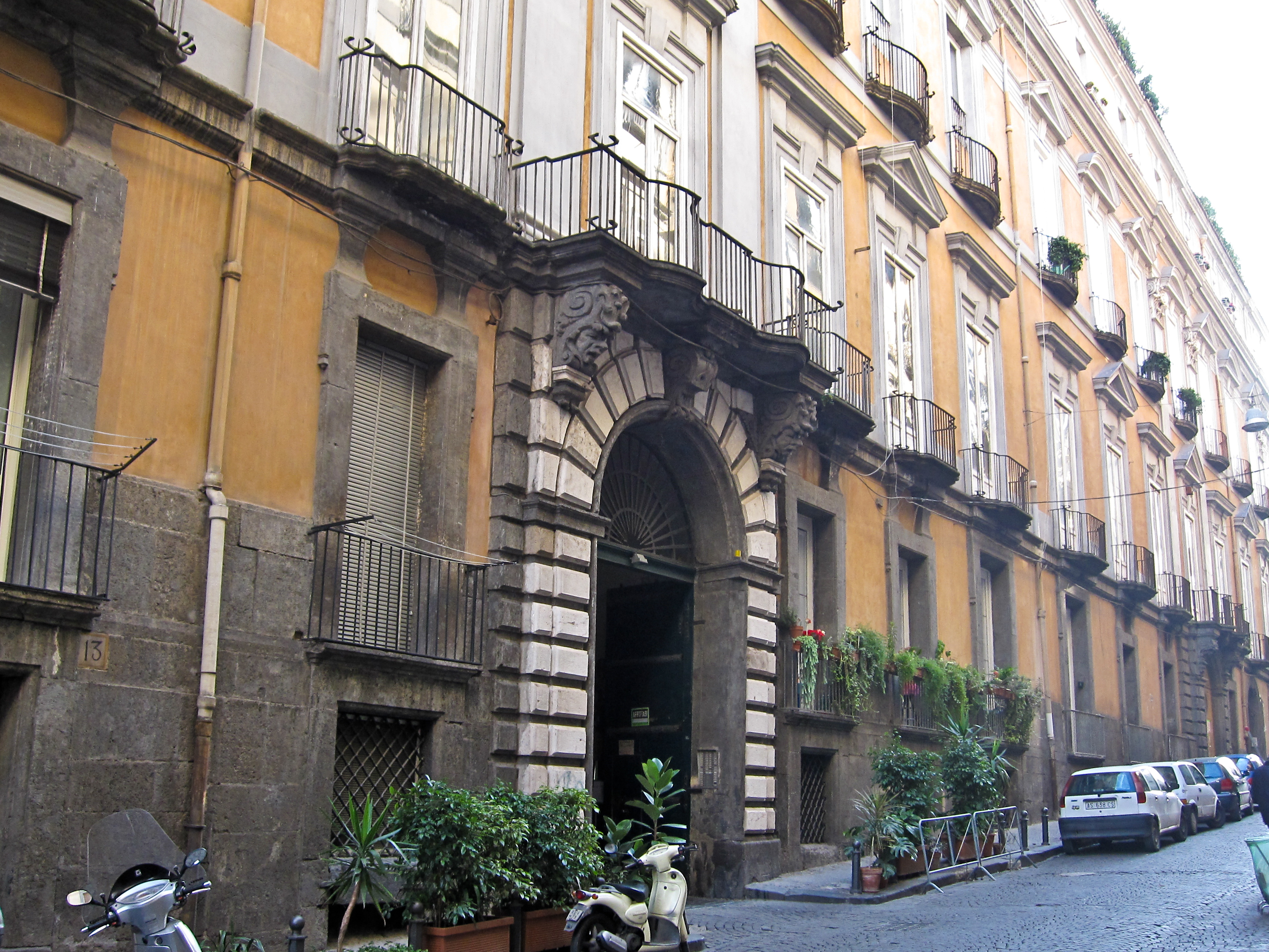
Palazzo Serra di Cassano a Napoli

#### La vendita del palazzo di Pizzofalcone (1983)
La famiglia Serra di Cassano ha abitato il palazzo familiare sito sulla collina di Pizzofalcone a Napoli fino al 1983, quando anch'esso è stato venduto al Ministero per i beni culturali e ambientali, che lo ha destinato a sede dell'Istituto Italiano per gli Studi Filosofici.
I rimanenti sporadici pezzi della collezione non alienati nel tempo sono rimasti nelle proprietà dei vari componenti di famiglia, da quelle di Beirut, giunte intorno al 1920 tramite Maria Teresa, sposata con il nobile libanese Alfred Sursock, dove confluirono in dote quadri di Artemisia Gentileschi, Luca Giordano e Andrea Vaccaro, a quelle romane di Francesco (1914-1998), X duca di Cassano, e da loro ai loro eredi.

## Elenco delle opere (non completo)

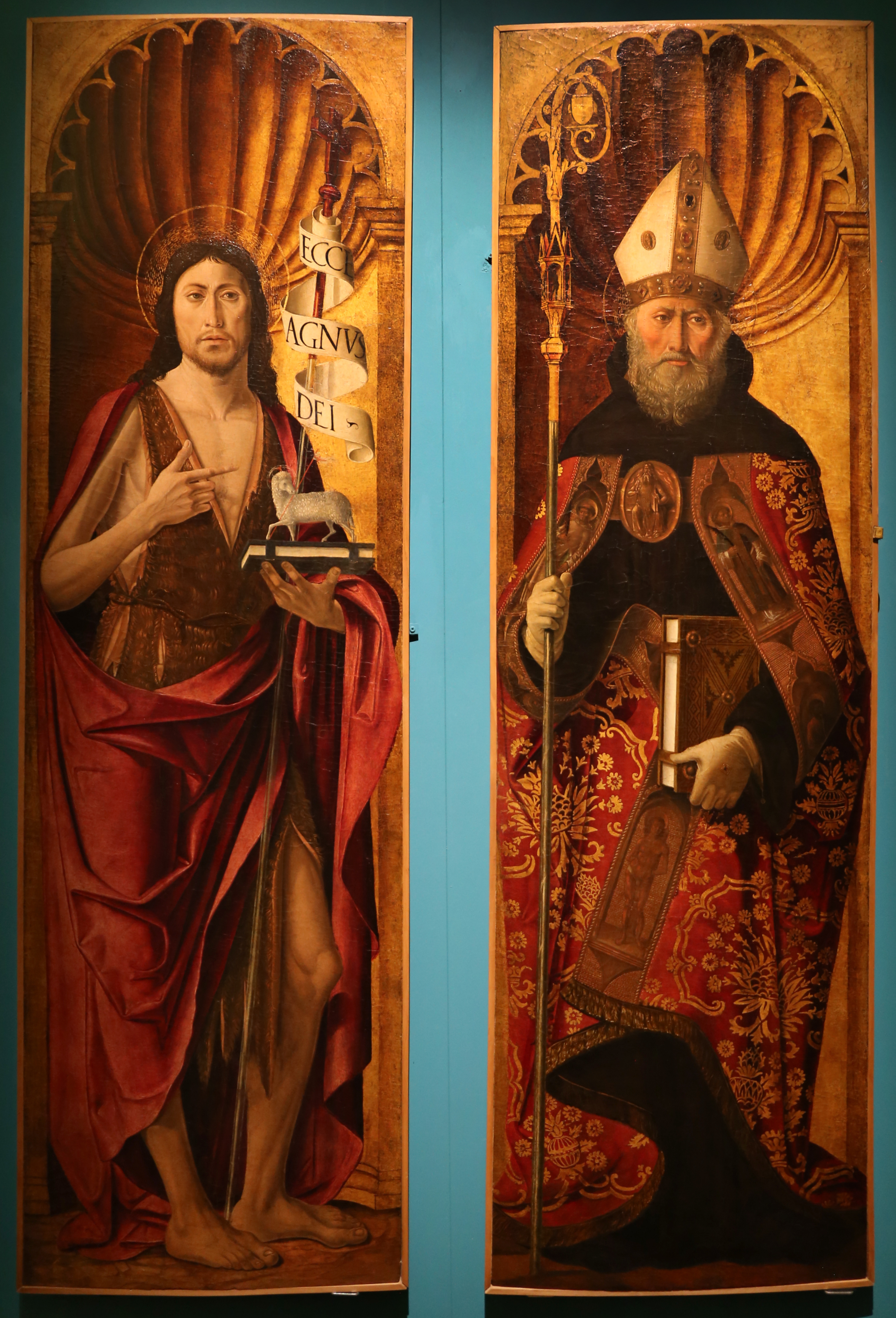
Costanzo de Moysis, San Giovanni Battista e Sant'Agostino (collezione privata, Siena)

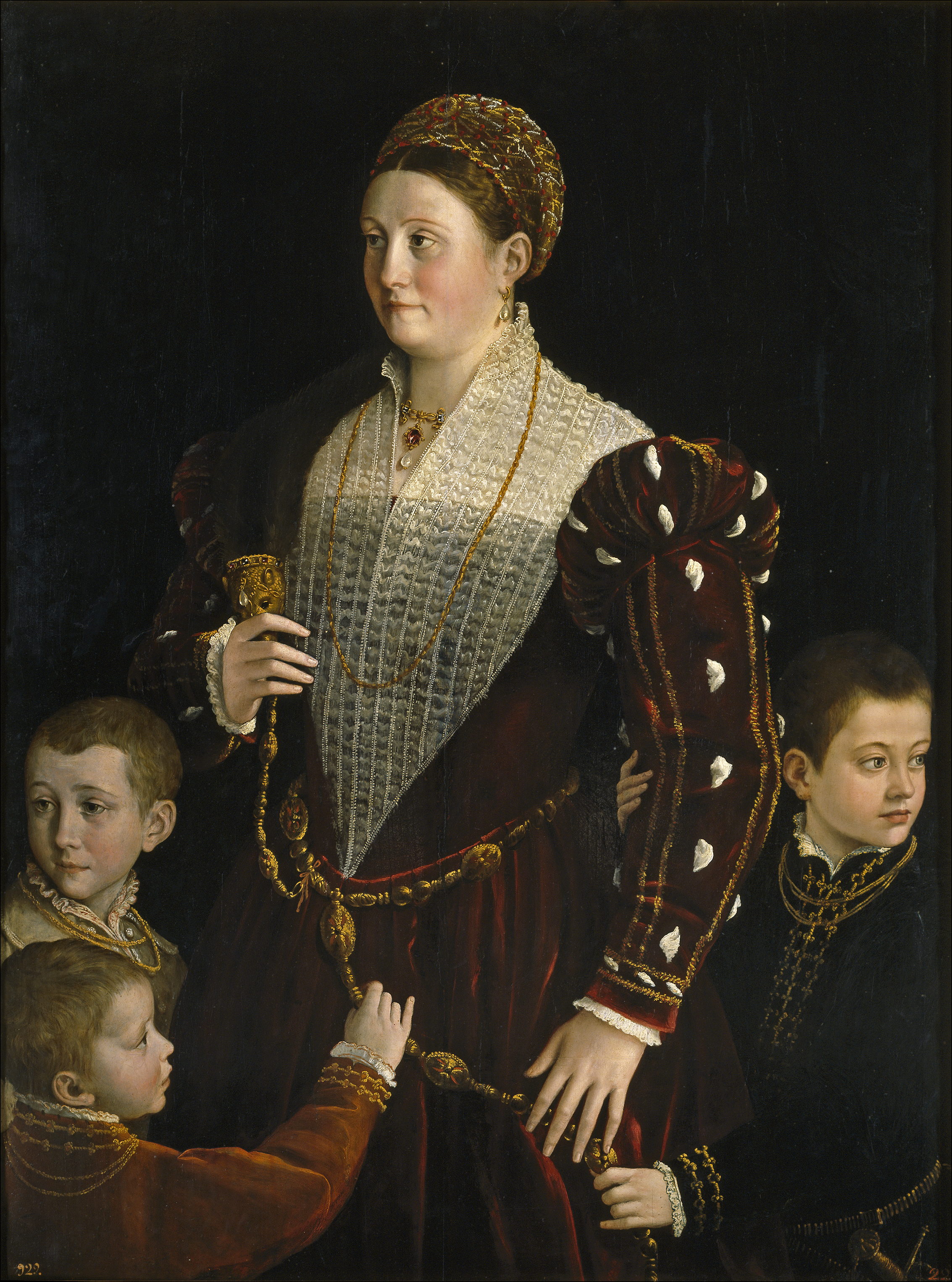
Parmigianino, Ritratto di Camilla Gonzaga coi tre figli (Museo del Prado, Madrid)

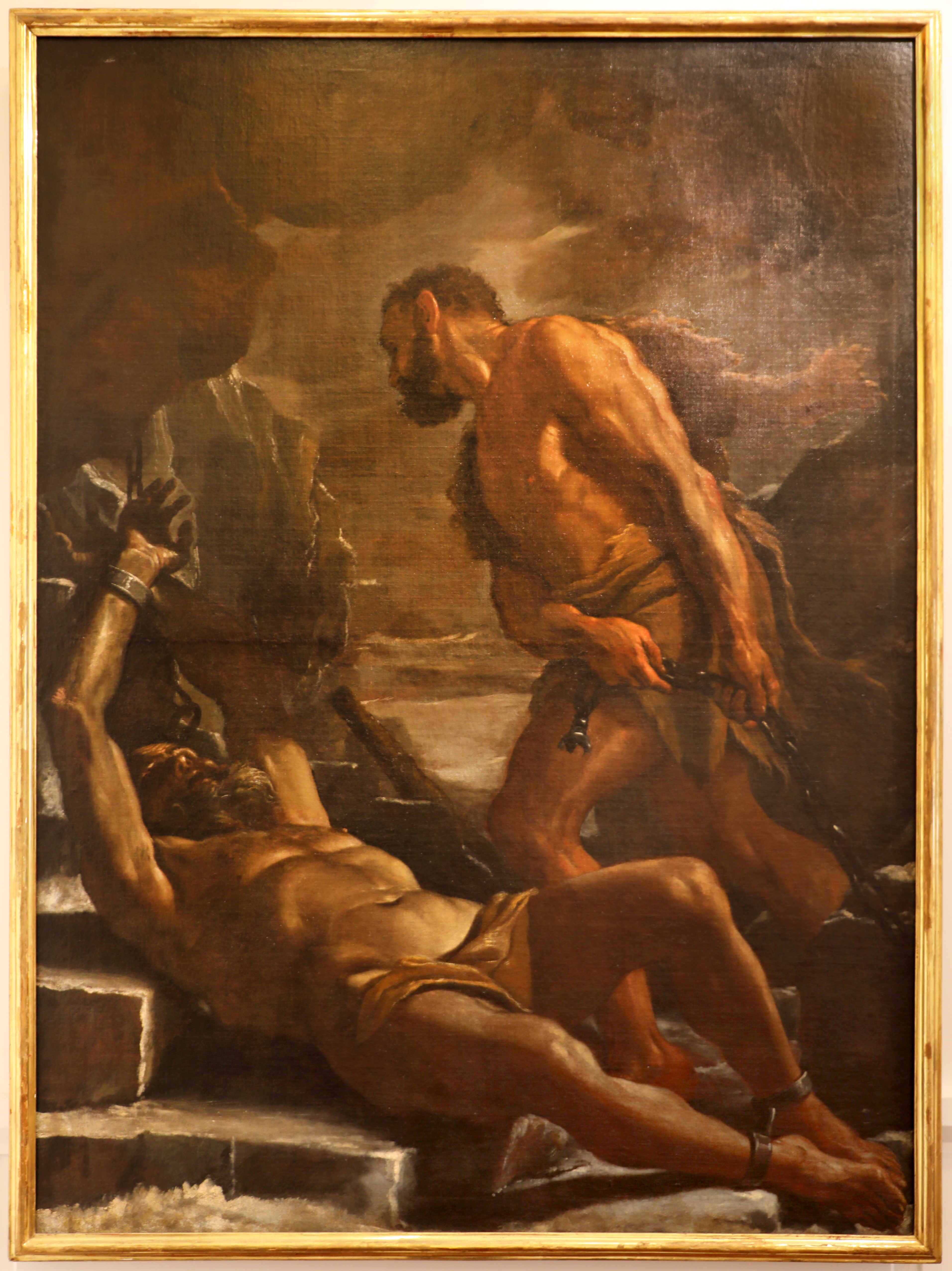
Mattia Preti, Ercole e Teseo (Galleria nazionale di Cosenza)

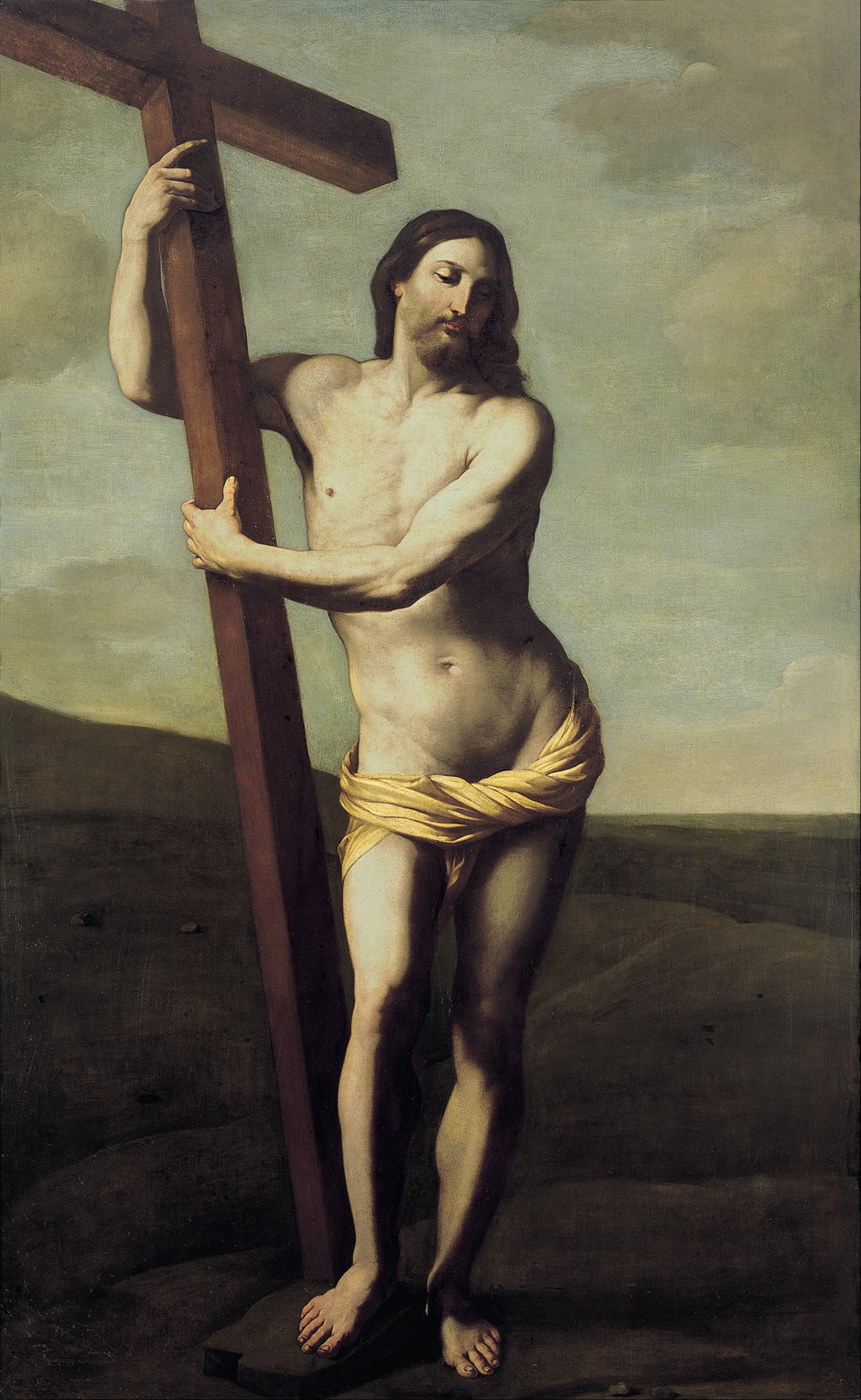
Guido Reni, Cristo portacroce (Real Academia de Bellas Artes de San Fernando, Madrid)

- Jacopo Bassano, Cristo scaccia i mercanti dal tempio, non rintracciato
- Giovanni Antonio Bazzi, Angelo annunciante, collezione privata
- Giovanni Bellini, Consegna delle chiavi, non rintracciato
- Herri met de Bles, Paesaggio (×2), non rintracciato
- Paris Bordon, Marta e Maddalena, non rintracciato
- Francesco Cairo, Ritratto del marchese Giovanni Francesco Serra, collezione privata del X duca di Cassano Francesco Serra (1914-1998), Roma[22][23]
- Antonio Campi, San Girolamo, Museo del Prado, Madrid
- Caravaggio, Commiato del Battista, non rintracciato
- Annibale Carracci, Venere, Adone e Cupido, Museo del Prado, Madrid
- Vincenzo Catena, Consegna delle chiavi a san Pietro, Museo del Prado, Madrid
- Correggio, Orazione nell'orto, Apsley House, Londra
- Correggio, San Bartolomeo, non rintracciato
- Daniele Crespi, Flagellazione, Museo del Prado, Madrid
- Antoon van Dyck, Madonna col Bambino, non rintracciato
- Antoon van Dyck, Sacra Famiglia, Kunsthistorisches Museum, Vienna
- Antoon van Dyck, Santa Rosalia, Museo del Prado, Madrid
- Artemisia Gentileschi, Maddalena, collezione Sursock, Beirut
- Artemisia Gentileschi, Ercole e Onfale, collezione Sursock, Beirut
- Orazio Gentileschi, Ritratto di anziana, non rintracciato
- Luca Giordano, San Pietro penitente, non rintracciato[24]
- Giorgione, Ritratto di donna con cane, non rintracciato
- Ignoto fiammingo, Paesaggio, non rintracciato
- Ignoto fiorentino, Ritratto di Tolomeo Gallio duca di Alvito, collezione privata
- Lorenzo Lotto, Natività, non rintracciato
- Lorenzo Lotto, Ritratto di Marsilio Cassotti e della sua sposa Faustina, Museo del Prado, Madrid
- Bernardino Luini, Madonna col Bambino e san Giovanni Battista, non rintracciato
- Monsù Charles, Paesaggio, non rintracciato
- Costanzo de Moysis, San Giovanni Battista, collezione privata, Siena
- Costanzo de Moysis, Sant'Agostino, collezione privata, Siena
- Morazzone, Ecce Homo, non rintracciato
- Parmigianino, Ritratto di Camilla Gonzaga coi tre figli, Museo del Prado, Madrid
- Parmigianino, Ritratto di Pier Maria Rossi di San Secondo, Museo del Prado, Madrid
- Parmigianino, Ritratto femminile, non rintracciato
- Sebastiano del Piombo, Ritratto d'uomo con berretto, non rintracciato
- Marco Pino, Madonna col Bambino, collezione privata, Napoli
- Mattia Preti, Cristo e la samaritana,  collezione privata del X duca di Cassano Francesco Serra (1914-1998), Roma
- Mattia Preti, Ercole e Prometeo, 1650-1656, olio su tela, 210×163 cm, Galleria nazionale, Cosenza
- Mattia Preti, Ercole e Teseo, 1650-1656, olio su tela, 210×163 cm, Galleria nazionale, Cosenza
- Mattia Preti, Giudizio di Salomone, 1670-1679 circa, olio su tela, 162×232 cm, palazzo Serra di Cassano, Napoli
- Camillo Procaccini, Figura umana (disegno), non rintracciato
- Raffaello, Sacra Famiglia, non rintracciato[25][26]
- Guido Reni, Atalanta e Ippomene, Museo del Prado, Madrid
- Guido Reni, Cristo portacroce, Real Academia de Bellas Artes de San Fernando, Madrid
- Jusepe de Ribera, Apollo che scortica Marsia, non rintracciato (molto probabilmente distrutto nell'incendio dell'Alcazar nel 1734, dov'è registrato un quadro con questo soggetto dal 1666)[27]
- Peter Paul Rubens, Ritratto femminile, non rintracciato
- Fabrizio Santafede, Madonna col Bambino e san Giovannino, seconda metà XVI secolo, olio su tavola a mezzaluna, 207×152 cm, palazzo Serra di Cassano, Napoli[28]
- Andrea del Sarto (copia da), Madonna col Bambino, Museo del Prado, Madrid
- Luigi Scaramuccia, Erminia fra i pastori, identificabile con l'opera in deposito all'Università di Barcellona
- Cesare da Sesto, Vergine col Bambino e sant'Anna, Museo del Prado, Madrid
- Alessandro Tiarini, Santa Caterina d'Alessandria e il miracolo della ruota, 147×192 cm, palazzo Serra di Cassano, Napoli
- Tintoretto, Ester e Assuero, Monastero di San Lorenzo de el Escorial
- Tintoretto (maniera di), Ritratto di gentiluomo in armatura, collezione privata
- Tiziano, Ritratto d'uomo, non rintracciato
- Tiziano, Venere e Adone, non identificabile con le versioni oggi note del dipinto[29]

## Albero genealogico degli eredi della collezione
Segue un sommario albero genealogico degli eredi della collezione di Serra di Cassano, dove sono evidenziati in grassetto gli esponenti della famiglia che hanno ereditato, custodito, o che comunque sono risultati influenti nelle dinamiche inerenti alla collezione d'arte. Per semplicità, il cognome Serra di Cassano viene abbreviato a "S. di Cassano".